# Трегубенков, Игорь Григорьевич
Игорь Григорьевич Трегубенков (род. 27 мая 1959, Челябинск) — советский хоккеист, защитник. Мастер спорта СССР (1980). Хоккейный функционер.

## Биография
В 9 лет стал заниматься хоккеем в секции челябинского «Трактора», тренеры Владимир Мурашов, Пётр Дубровин. В сезонах 1976/77 — 1978/79 играл за «Металлург» Челябинск. С 1979 года провёл за «Трактор» в высшей лиге семь сезонов. Сезон 1981/82 отыграл в первой лиге за СКА Свердловск в рамках прохождения армейской службы. Завершил карьеру в 1987 году из-за травмы.
Окончил ЧГИФК (1980, тренер-преподаватель). В 1988—1991 годах работал в органах МВД. В 1991—1993 годах — преподаватель хоккея в ЧГИФК. С ноября 1996 по июнь 2005 года работал директором «Трактора». С 2005 — заместитель директора клуба «Динамо-Энергия» Екатеринбург. Член совета Федерации хоккея России (1996—2006).